# 毛利元景
毛利 元景（もうり もとかげ）は、安土桃山時代から江戸時代前期にかけての武将。長州藩一門家老である阿川毛利家の2代目当主。父は毛利元氏（繁沢元氏）。正室は小早川秀包の娘。子は毛利就方、就貞、春直、赤木就武、児玉元征室。

## 生涯
天正3年（1575年）、仁保元棟（後の繁沢元氏）の長男として生まれる。
天正15年（1587年）、父の元氏が「繁沢」の苗字を名乗ったため、繁沢元景と名乗る。
慶長5年（1600年）の関ヶ原の戦いでは毛利秀元の陣に加わり、安濃津城の戦いや関ヶ原戦い本戦に参加した。関ヶ原の戦いでの西軍の敗北によって毛利氏が長門国と周防国2か国に減封されると、元景も周防国へと移る。
慶長10年（1605年）12月14日、同年の五郎太石事件の後に毛利氏家臣団や有力寺社の総勢820名が連署して毛利氏への忠誠や様々な取り決めを記した連署起請文において、「繁澤左近允」と署名した父・元氏に続いて、元景は816番目に「同勝九郎」と署名している。
慶長18年（1613年）に「毛利」の苗字を名乗ることを許され、後に毛利元景と名乗った。しかし、慶長20年（1615年）4月14日の、毛利元就の遺訓に従い毛利家へ別心を抱かない旨を誓った連署起請文では「繁澤志摩守元景」と署名している。
慶長19年（1614年）の大坂冬の陣の際には毛利秀就に従って出陣した。大坂冬の陣では徳川家康から毛利家に摂津江口に堤を築くよう命が下り、その普請の監督にあたり、慶長20年（1615年）の大坂夏の陣でも参陣した。寛永2年（1625年）、父の隠居により家督を相続する。同年、周防国玖珂郡椙杜から長門国豊浦郡阿川に知行替えとなる。以後、代々阿川領主・長州藩一門家老を務めた。
元和5年（1619年）に安芸国広島藩の福島正則が減転封されると、幕府から広島城の受け取りを命じられた秀就は周防国玖珂郡岩国まで出陣し、吉川広正が先陣、元景が相備となって共に岩国へ赴いた。
寛永8年（1631年）9月28日、駿河国江尻において死去。享年57。家督は嫡男の就方が相続した。墓所は山口県長門市深川の大寧寺。

## 系譜
- 父：繁沢元氏（1556-1631）
- 母：性高院桐岳珠栄（1561-1626） - 仁保隆在の娘。寛永3年7月11日（1626年9月1日）に66歳没。
- 正室：覚照院心渓渭清（?-1638） - 小早川秀包の次女。寛永14年12月30日（1638年2月13日）没。
  - 長男：毛利虎徳丸（?-?） - 早世。法名や墓所は不明。
  - 次男：毛利就方（1609-1692） - 阿川毛利家3代目当主。
  - 長女：女子（?-?） - 早世。法名や墓所は不明。
  - 三男：毛利就貞（?-1676） - 通称は五郎左衛門。吉敷毛利家の毛利元貞の養子。延宝4年7月7日（1676年8月16日）没。法名は空菴浄本。
  - 四男：毛利元棟（?-?） - 通称は市郎兵衛。証人として江戸に滞在した後に別家を起こす。
  - 五男：繁沢元清（?-1661） - 繁沢宗清。通称は作左衛門。万治4年1月3日（1661年2月2日）没。法名は大菴慶天。
  - 六男：男子（?-?） - 早世。
  - 七男：毛利春直（?-1665） - 通称は五右衛門。寛文4年12月18日（1665年2月2日）没。法名は春岳誠心。
  - 次女：保寿院元芳幽貞（?-1683） - 児玉元征室。天和3年7月18日（1683年9月8日）没。
  - 八男：赤川就直（?-1686） - 通称は仁右衛門。赤川就政の家督を継ぐ。貞享3年6月28日（1686年8月16日）没。法名は渓巌躰空浄声。
  - 九男：吉川正俊（?-1685） - 通称は市之助。吉川家家臣・吉川市之助の養子。貞享2年3月19日（1685年4月22日）没。法名は徳巌元性。
  - 十男：繁沢就景（?-?） - 通称は弥右衛門。秋月藩主・黒田長重の家臣。後に家は断絶。
  - 十男：赤木就武（?-1661） - 通称は藤右衛門。赤木行定の家督を継ぐ。万治4年2月6日（1661年3月6日）没。法名は順定宗蓮。
  - 十一男：三浦就正（?-1630） - 通称は権兵衛。三浦元定の家督を継ぐ。寛永7年8月19日（1630年9月25日）没。法名は雪庭自消。
  - 十二男：毛利就泰（1627-1689） - 兄・毛利就方の養嗣子として後を継ぎ、阿川毛利家4代目当主となる。
  - 三女：女子（?-?） - 早世。法名や墓所は不明。